# Clarisse Ratsifandrihamanana
Clarisse Andriamampandry Ratsifandrihamanana (Fénérive-Est, ngày 5 tháng 12 năm 1926 - Antananarivo, ngày 28 tháng 6 năm 1987) là một nhà văn Malagasy.
Cô kết hôn với Tiến sĩ Henri Ratsifandrihamanana vào năm 1946 và họ có tám người con, trong đó có Lila Ratsifandrihamanana. Cô đã giành được bảy giải thưởng văn học quan trọng và là thành viên của Học viện Malagasy và là một sĩ quan của Legion of Honor. Clarisse Ratsifandrihamanana đã bắt đầu viết từ khi còn rất trẻ, nhưng cô thực sự cống hiến cho văn học sau cái chết của cô con gái thứ ba vào năm 1950. Phong cách văn học của cô rất đa dạng, cả về chủ đề và định dạng.